# 永光 (漢)
永光（えいこう）は、中国、前漢の元帝劉奭（りゅうせき）の治世に行われた2番目の元号。紀元前43年 - 紀元前39年。

## 西暦との対照表
| 永光 | 元年   | 2年    | 3年    | 4年    | 5年    |
| 西暦 | 前43年 | 前42年 | 前41年 | 前40年 | 前39年 |
| 干支 | 戊寅   | 己卯   | 庚辰   | 辛巳   | 壬午   |